# The Turn of the Screw (film de 1974)
The Turn of the Screw u Otra vuelta de tuerca es una película de terror estadounidense de 1974 dirigida por Dan Curtis y basada en la novela homónima de 1898 de Henry James. La película se emitió en ABC el 15 de abril de 1974.

## Argumento
La historia sigue a una joven institutriz que es contratada para cuidar a dos niños, Flora y Miles, en una mansión aislada. Pronto, ella comienza a experimentar fenómenos sobrenaturales y se convence de que los niños están siendo influenciados por los fantasmas de los antiguos cuidadores de la casa. A medida que la tensión aumenta, la institutriz lucha por proteger a los niños de lo que cree que son fuerzas malignas, cuestionando la naturaleza de la realidad y su propia cordura.

## Reparto[3]
- John Barron como Mr. Fredricks
- Lynn Redgrave como Miss Jane Cubberly
- Eva Griffith como Flora
- Jasper Jacob como Miles
- Megs Jenkins como Mrs. Grose
- Anthony Langdon como Luke
- James Laurenson como Peter Quint
- Kathryn Leigh Scott como Miss Jessel
- Benedict Taylor como Timothy

## Producción
Este TV film fue dirigido por Dan Curtis, el responsable de Dark Shadows, y producido a través de Dan Curtis Productions para ABC. Fue transmitido el 15 de abril de 1974. Fue certificado como TV-14. En España fue transmitida con el nombre Los Inocentes.Este telefilme llegó a Argentina a través del ciclo televisivo Viaje a lo Inesperado que transmitían canal 12 de Córdoba y canal 13 de Buenos Aires el sábado 7 de marzo de 1983.

## Recepción
El sitio Oldstyle Tales Press haciendo alusión a las múltiples adaptaciones en cine y TV pondera al telefilm dentro de las ocho mejores versiones de la novela de Henry James ubicándola en la posición N.º 7. Destaca de esta la atmósfera fría su baja calidad de producción que tracciona en favor de la historia, y el acierto de un Miles mayor, casi adolescente.